# Leon Chełmicki-Tyszkiewicz
Leon Chełmicki-Tyszkiewicz (ur. 1928) – polski prawnik, profesor nauk prawnych, profesor zwyczajny Uniwersytetu Śląskiego, specjalista w zakresie prawa karnego i kryminologii.

## Życiorys
W 1981 został profesorem nauk prawnych. Był nauczycielem akademickim na Wydziale Prawa i Administracji Uniwersytetu Śląskiego, gdzie pracował w Katedrze Prawa Karnego i Kryminologii. Został profesorem zwyczajnym Uniwersytetu Śląskiego. Był także wykładowcą w Zakładzie Nauk Prawnych i Bezpieczeństwa Wewnętrznego Wydziału Humanistyczno-Społecznego Wyższej Szkoły Zarządzania Ochroną Pracy w Katowicach. Został nauczycielem akademickim Wyższej Szkoły Finansów i Prawa w Bielsku-Białej.
Uhonorowano go publikacją: U progu nowych kodyfikacji karnych. Księga pamiątkowa ofiarowana profesorowi Leonowi Tyszkiewiczowi red. Oktawia Górniok (1999).

## Wybrane publikacje
- Kryminogeneza w ujęciu kryminologii humanistycznej (1997)
- Od naturalizmu do humanizmu w kryminologii (1991)
- Kryminologia : (zarys systemu) : skrypt dla studentów studiów dziennych i zaocznych kierunku prawa i innych (1986)
- Badania osobopoznawcze w prawie karnym : wprowadzenie w problematykę prawną i kryminologiczną (1975)
- Odpowiedzialność karna za przestępstwa przeciwko mieniu społecznemu (1973)
- Doktryny i ruch "obrony społecznej" we współczesnym prawie karnym (1968)
- Współdziałanie przestępne i główne pojęcia z nim związane w polskim prawie karnym (1964)
- Status prawny i ochrona prawna dziecka poczętego (red. nauk., 2014)
- Sankcje w systemie prawa (red. nauk. wspólnie z: Jerzy Ciemniewski, Helena Żakowska-Henzler, 2013)
- Etyka w środowisku akademickim : materiały sympozjum zorganizowanego w Uniwersytecie Śląskim w Katowicach przez Górnośląskie Międzyuczelniane Towarzystwo Akademickie "Universitas", 6 czerwca 1992 r. (red. nauk., 1994)
- Skuteczność środków penalnych stosowanych wobec młodzieży (red. nauk., 1992)
- Wybrane zagadnienia psychologii dla prawników (współautor, 1986)
- Problemy nauk penalnych. Prace ofiarowane pani profesor Oktawii Górniok (red. nauk., 1996)[1]